# Хрватскі Драговоляц
Хрватскі Драговоляц (хорв. NK Hrvatski Dragovoljac) — хорватський футбольний клуб з Нового Загреба (район Загреба). Шанувальники команди відомі як «Чорні Воїни» (хорв.: Crni ratnici). Домашнім стадіоном клубу є стадіон «Степан Спаїч», місткістю 5000 осіб.

## Історія
Клуб був заснований в 1975 році під назвою «NK Trnsko 75». У 1976 році клуб змінив назву на «ONK Novi Zagreb», а у 1990 — на «NK Novi Zagreb». На початку хорватської війни за незалежність багато гравців клубу пішли у добровольці. На честь тих, хто воював, і хто втратив життя, у 1994 році клуб був перейменований на «Hrvatski Dragovoljac» (укр.: Хорватський Доброволець). Був розроблений новий логотип, основою якого став чорний колір як символ жалоби.

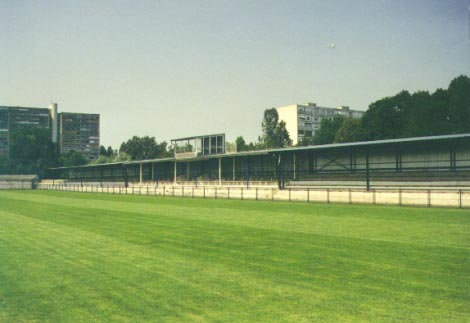
Стадіон «Степан Спажич»

У 1995 році клуб виграв у колишній хорватськії Першій B-лізі, де він зайняв перше місце і отримав право на участь в чемпіонаті плей-офф Першої ліги в 1996 році, посівши в результаті п'яте місце. У 1997 році клуб дійшов до третього місця в Першій лізі й отримав право на участь в Кубку Інтертото. Успіхи клубу повторюються в наступних двох сезонах, де він посідав відповідно четверте й п'яте місця. У теперішній час клуб грає у Другій лізі.

## Колишні назви клубу
- NK Trnsko '75 (1975—1976)
- ONK Novi Zagreb (1976—1990)
- NK Novi Zagreb (1990—1994)
- NK Hrvatski Dragovoljac (1994–дотепер)

## Поточний склад
Станом на 25 лютого 2011 року:
| №  | Поз. | Нац.     | Гравець                  |
| -- | ---- | -------- | ------------------------ |
| 1  | ВР   | Хорватія | Ігор Відакович           |
| 2  | ЗХ   | Хорватія | Хрвой Шибеник            |
| 3  | ЗХ   | Хорватія | Іван Боржич              |
| 4  | ЗХ   | Хорватія | Давор Шпехар             |
| 5  | ПЗ   | Хорватія | Марко Янжетович          |
| 6  | ЗХ   | Хорватія | Хрвой Маркович           |
| 7  | НП   | Хорватія | Маріо Рашич              |
| 8  | ПЗ   | Хорватія | Дарко Чордаш             |
| 9  | НП   | Хорватія | Даніель Златар (капітан) |
| 10 | ПЗ   | Хорватія | Свен Ящинович            |
| 11 | ПЗ   | Хорватія | Марчело Брозович         |
| 12 | ВР   | Хорватія | Іван Чович               |
| 13 | ЗХ   | Хорватія | Мато Гргич               |

| №  | Поз. | Нац.     | Гравець                               |
| -- | ---- | -------- | ------------------------------------- |
| 14 | ПЗ   | Хорватія | Філіп Язвич                           |
| 15 | ПЗ   | Хорватія | Міслав Леко (у складі Хайдук (Спліт)) |
| 16 | НП   | Іспанія  | Марин Врнога де Грегоріо              |
| 18 | ПЗ   | Хорватія | Зоран Плазонич                        |
| 19 | ПЗ   | Хорватія | Тончи Кукоч (у складі Хайдук (Спліт)) |
| 20 | НП   | Хорватія | Горан Мєджимурєц                      |
| 21 | ПЗ   | Хорватія | Марин Жугай                           |
| 22 | НП   | Хорватія | Велімір Шварич                        |
| 23 | НП   | Хорватія | Ян Долежал                            |
| 24 | ЗХ   | Хорватія | Карло Кешинович                       |
| 25 | ПЗ   | Хорватія | Маріо Юрин                            |
| 26 | ВР   | Хорватія | Марко Шуйка                           |

## Досягнення
- Бронзовий призер Чемпіонату Хорватії: 2006–07

## Відомі гравці
- Роберт Просинечки
- Блаж Слишкович
- Горан Юрич
- Борис Живкович
- Владимир Василь
- Маріо Базина
- Тончи Кукоч